# Taufik Abu al-Huda
Taufik Abu al-Huda, arab. ‏توفيق أبو الهدى‎ (ur. 1895 w Akce, zm. 1 lipca 1956 w Ammanie) – jordański polityk i dyplomata, kilkakrotny premier Jordanii, popełnił samobójstwo w 1956.

## Dzieciństwo i młodość
Taufik urodził się w mieście Akka, położonym w Palestynie (wówczas w Imperium osmańskim). Pochodził ze znanego i wpływowego klanu arabskiego. Ukończył szkołę podstawową i średnią w Bejrucie. Następnie studiował w Stambule.
Podczas I wojny światowej został w 1915 powołany do armii tureckiej i otrzymał nominację na oficera rezerwy. Służył w Iraku, Iranie i Syrii, do czasu wycofania wojsk tureckich w październiku 1918.

## Kariera zawodowa
Po zwolnieniu z armii, w latach 1919–1922 Taufik Aby al-Huda pracował jako nauczyciel prawa w Damaszku, w Syrii. Następnie wyjechał z francuskiego Mandatu Syrii i Libanu do brytyjskiego Mandatu Palestyny, i zamieszkał w Ammanie (Transjordania). Obejmował kolejne stanowiska kierownicze w administracji publicznej, aż w 1929 otrzymał nominację na sekretarza generalnego rządu.

## Kariera polityczna
W latach 1938–1944 Taufik Aby al-Huda objął urząd Premiera Emiratu Transjordanii. Później jeszcze kilkakrotnie pełnił tę funkcję (lata 1947–1950, 1951-1953, oraz 1954-1955). Podczas swojej ostatniej kadencji usiłował umocnić władzę króla Husajna I. Został oskarżony o popełnienie oszustwa w trakcie wyborów parlamentarnych. W trakcie śledztwa, w dniu 1 lipca 1956 popełnił samobójstwo.